# Nelly Kaplan
Pour les articles homonymes, voir Kaplan.
Nelly Kaplan est une écrivaine et cinéaste française, née le 11 avril 1931 à Buenos Aires, en Argentine, et morte le 12 novembre 2020 à Genève, en Suisse.

## Biographie
La famille de Nelly Kaplan est argentine d'origine juive russe d'Odessa et de Kiev ayant fui les pogroms et ayant émigré en Argentine en 1889. Son père Juda Kaplan est pharmacien à Buenos Aires dans le quartier de Palermo. Nelly est une enfant turbulente et, pour « se débarrasser d'elle », ses parents l'envoient au cinéma. Elle découvre lors des matinées classiques des films muets et sonores. Le cinéma devient sa seconde passion avec la littérature. Son faible pour la poésie française lui fait choisir la France lorsqu'elle part vivre sa vie.
Avant de prendre le bateau, elle sollicite revues et journaux argentins pour être leur correspondante. En 1953, elle arrive à Paris avec ces accréditations presse et une lettre d'introduction du directeur de la Cinémathèque argentine. Grâce à ce document, Henri Langlois l'accueille à la cinémathèque et lui ouvre les portes de toutes les projections. C'est lui qui, en 1954, lors d'une réception en hommage à Georges Méliès, la présente à Abel Gance dont, quinze jours après, elle devient l'assistante. Elle tiendra un petit rôle dans La Tour de Nesle (1954). Elle l'assiste également pour les films Magirama (1956) et Austerlitz (1960).
Cette même année 1954, elle rencontre et se lie d'amitié avec Théodore Fraenkel, ex-condisciple d'André Breton au collège Chaptal, puis en internat de médecine à Nantes durant la Première Guerre mondiale (1914-1916).
En 1955, elle rencontre Philippe Soupault, puis, en 1956, André Breton : le début d'« une éblouissante amitié amoureuse ».

« J'ai donc rencontré André Breton par le plus grand des hasards. C'était le 17 mars 1956, vers onze heures du matin, au musée des arts décoratifs où avait lieu une exposition d'art précolombien. Je déambulais depuis un long moment parmi ces objets uniques, sans me décider à partir, comme cela m'arrive parfois quand je me sens dans l'attente d'un événement extraordinaire qui doit immanquablement arriver et qui, neuf fois sur dix, arrive… […] Soudain, dans une des salles que j'aurais juré déserte un instant auparavant, apparut un personnage à la belle tête léonine. Un étrange ballet s'ensuivit pendant quelques minutes, puis il s'approcha de moi et, le plus naturellement du monde, commença à me commenter la statuette de jade placée devant nous. Nous avons déambulé longtemps d'une salle à l'autre, en parlant comme si nous nous connaissions. Les rapports étaient simples, limpides. Au moment de nous quitter, il me dit : “Je crois qu'il est temps de me présenter. Je m'appelle André Breton”. »

— Extrait d'un entretien donné au quotidien Le Figaro le 24 avril 1991
Auprès d'Abel Gance, elle se passionne pour la Polyvision (en) (3 projections en même temps sur un écran) qu'expérimente le cinéaste et à laquelle elle consacre un essai. Elle apprend le montage en appliquant la polyvision au film J'accuse et la mise en scène en dirigeant la seconde équipe sur Austerlitz.
Par ailleurs, elle commence à écrire. En 1959 et 1960 paraissent chez Éric Losfeld, sous le pseudonyme de « Belen », trois plaquettes à tirage limité : La Géométrie dans les spasmes, Délivrez-nous du mâle et La Reine des sabbats.
Elle est une des scénaristes et une des actrices du film d'Abel Gance sorti en 1960, Austerlitz. En 1961, Nelly Kaplan réalise son premier court-métrage sur le peintre Gustave Moreau et rencontre André Pieyre de Mandiargues. Abel Gance l'accompagne également dans sa découverte de l'occultisme dont on trouve des traces dans tous ses films ou romans (boule de cristal, tarot, liseuse de drap…).
Critique et cinéphile recherchée, elle fait partie des têtes pensantes de la première édition de la Semaine de la critique en 1962, et trouve même le nom de cette section parallèle du Festival de Cannes. Elle est membre du comité de sélection de la Semaine durant sept éditions consécutives, de 1962 à 1968, avec comme délégué général Georges Sadoul (1962-1967), puis Louis Marcorelles (1968).
En 1964, elle rencontre le producteur Claude Makovski avec qui elle entame une collaboration intense. Ils créent la société de production Cythère Films qui produit ses courts métrages documentaires. Makovski la pousse à réaliser son premier long métrage, La Fiancée du pirate, en 1969, avec Bernadette Lafont dans le rôle principal, . Il produit tous ses films (y compris Abel Gance et son Napoléon) sauf Néa, commande faite à la réalisatrice pour adapter une histoire d'Emmanuelle Arsan. Une autre rencontre importante sera celle du cinéaste Jean Chapot avec qui elle écrira tous les films qu'elle ou lui réaliseront depuis Néa (1976) jusqu'à la mort de ce dernier en 1998.
En 1998, la Galerie, à Paris, organise une exposition « Kaplan dans tous ses états ».
Nelly Kaplan a tenu la rubrique cinéma dans Le Magazine littéraire de 1987 à 2008 et participé à l'émission de radio Des Papous dans la tête diffusée par France Culture.[Quand ?]

### Mort
Nelly Kaplan succombe au coronavirus le 12 novembre 2020 à Genève, à l'âge de 89 ans. Elle est inhumée à La Roquette-sur-Siagne (Alpes-Maritimes).
Elle était membre de l'Académie Alphonse-Allais.

### Récompenses et distinctions
Le 30 décembre 1995, Nelly Kaplan est nommée au grade de chevalier dans l'ordre national de la Légion d'honneur au titre de « auteur, metteur en scène, écrivain ; 39 ans d'activités artistiques et littéraires », décorée le 2 mai 1996 puis promue au grade d'officier le 14 novembre 2016 au titre de « cinéaste, écrivaine ».
Le 1er janvier 2005, elle est nommée au grade de commandeur dans l'ordre des Arts et des Lettres.

## Filmographie

### Comme actrice
- 1955 : La Tour de Nesle d'Abel Gance : Alice
- 1960 : Austerlitz d'Abel Gance : Madame Récamier
- 1979 : Charles et Lucie de Nelly Kaplan : Nostradama
- 1991 : Les Mouettes de Jean Chapot (téléfilm) : Belen
- 1993 : Polly West est de retour de Jean Chapot (téléfilm) : Salomé von Jung
- 1994 : Honorin et l'enfant prodigue de Jean Chapot (téléfilm) : Dora
- 2014 : Le Cinématon pirate de Nelly Kaplan de Gérard Courant : elle-même.
- 2014 : L'Autre Cinématon pirate de Nelly Kaplan de Gérard Courant : elle-même.
- 2014 : L'Annexion de l'Occitanie par Groland (Journal du FIFIGROT * * 2014), Carnets filmés de Gérard Courant : une présidente de jury de festival de cinéma.
- 2014 : La Conférence de presse et la Cérémonie de clôture du FIFIGROT 2014, Carnets filmés de Gérard Courant : une présidente de jury de festival de cinéma.

### Comme réalisatrice

#### Documentaire
- 1961 : Gustave Moreau, court-métrage 22 min, avec la voix d'André Breton
- 1962 : Rodolphe Bresdin, court-métrage 17 min
- 1963 : Abel Gance, hier et demain , court-métrage 28 min
- 1965 : La Nouvelle Orangerie court-métrage 10 min, sur la collection Walter Guillaume
- 1965 : Les Années 25, court-métrage 12 min, sur les Années folles à partir d'une exposition au Musée des arts décoratifs de Paris
- 1966 : Dessins et merveilles, court-métrage 11 min, sur les dessins de Victor Hugo
- 1966 : À la Source, la femme aimée, court-métrage 10 min, sur les dessins érotiques d'André Masson
- 1967 : Le Regard Picasso, moyen-métrage 52 min, Lion d'or au Festival de Venise
- 1984 : Abel Gance et son Napoléon

#### Fiction
- 1969 : La Fiancée du pirate
- 1971 : Papa les p'tits bateaux
- 1976 : Néa
- 1979 : Charles et Lucie
- 1987 : Pattes de velours (téléfilm)
- 1991 : Plaisir d'amour

### Comme scénariste
- 1975 : Il faut vivre dangereusement de Claude Makovski , coécrit avec Claude Makovski et Clément Veillot
- 1981 : Livingstone de Jean Chapot (téléfilm)
- 1982 : Ce fut un bel été de Jean Chapot, coécrit avec lui (téléfilm)
- 1982 : Un fait d'hiver de Jean Chapot, coécrit avec lui et Clément Perron (téléfilm)
- 1984 : Le Regard dans le miroir de Jean Chapot, coécrit avec lui (téléfilm). Grand Prix de la Fondation de France
- 1988 : Le Crépuscule des loups de Jean Chapot, coécrit avec lui (téléfilm)
- 1991 : Les Mouettes de Jean Chapot, coécrit avec lui (téléfilm)
- 1992 : Honorin et la Loreleï de Jean Chapot, coécrit avec lui (téléfilm)
- 1993 : Polly West est de retour de Jean Chapot, coécrit avec lui (téléfilm)
- 1994 : Honorin et l'enfant prodigue de Jean Chapot, coécrit avec lui (téléfilm), quatrième volet de la saga de Sainte Apolline
- 1999 : La Petite fille en costume marin de Jean Chapot, coécrit avec lui et Sébastien Roulet (téléfilm)

## Écrits

### Fictions
- La Reine des sabbats, sous le pseudonyme de « Belen », illustrations de Le Maréchal (pseudonyme de Jacques Moreau), Paris, Losfeld, 1960[17]
- Le Réservoir des sens, 1966, nouvelles, Paris, La Jeune Parque[18] Sous le pseudonyme de « Belen ». Ce volume reprend, pour l'essentiel, le texte de trois plaquettes publiées à tirage limité en 1959 et 1960 : La Géométrie dans les spasmes, Délivrez-nous du mâle et La Reine des sabbats. Préface de Philippe Soupault et illustrations d'André Masson.
Sous son nom de Nelly Kaplan, le livre a été deux fois réédité. 1988, rééd. J.-J. Pauvert. 1995, rééd. augmentée de La Gardienne du temps, Le Castor astral
- Le Collier de Ptyx, Paris, J.-J. Pauvert, 1971
- Mémoires d'une liseuse de draps, Paris, J.-J. Pauvert, 1974 Roman signé « Belen ». Censuré et interdit de diffusion
- Aux Orchidées sauvages, roman, Paris, éditions La Différence, 1998
- Un manteau de fou-rire, roman, Paris, éditions La Différence, 1998

Réédition, légèrement revisitée par l'auteur, du roman Mémoires d'une liseuse de draps.
- Ils furent une étrange comète, Paris, Le Castor astral, 2002
- Cuisses de grenouille, Maren Sell Éditeurs, 2005
- Et Pandore en avait deux !, Paris, éditions du Rocher, 2008

### Essais sur le cinéma
- Manifeste d'un art nouveau : la Polyvision, Caractères, 1955
- Le Sunlight d'Austerlitz, Paris, Plon, 1960
- Napoléon, texte en anglais sur le film d'Abel Gance, Londres, British Film Institute Publishing, 1994[19]

### Correspondance
- Mon Cygne, mon signe…, correspondance avec Abel Gance, Paris, éditions du Rocher, 2008
- Écris-moi tes hauts faits et tes crimes, correspondance avec André Pieyre de Mandiargues de 1962 à 1991, Paris, Tallandier, 2009

### Documentaire
En septembre 2014, Nelly Kaplan est filmée par Gérard Courant pour son anthologie Cinématon alors qu'elle préside le Festival international du film grolandais de Toulouse.
En 2022, un épisode de la série Recherche héritiers (saison 2), produit par KM Production et France Télévisions, et réalisé par Antoine Baldassari, a été consacré à la succession de Nelly Kaplan, et donc à la recherche de ses héritiers, s'avérant être deux nièces, filles de son frère, vivant en Argentine et au Mexique. On y voit également la vente aux enchères à l'Hôtel Drouot de ses biens les plus précieux, le 29 juin 2021, comprenant un certain nombre de bijoux et d'œuvres d'art (voir le catalogue), dont une peinture de Gustave Moreau, Femme dans une grotte (et sphinx rouge).